# Anier
Mel·lina Altés Salom (Barcelona, 2 d'abril de 1998) coneguda artísticament com a Anier, (la paraula «reina» escrita al revés) i a vegades també com a Anier Deer és una cantant de rap catalana. És coneguda pels seus temes Fuego a tregua, Siéntelo o Carnaza que són els que han obtingut més visualitzacions a la plataforma de Youtube. Aquests temes són els que han tirat endavant la seva carrera professional, que aquesta va iniciar-se a l'any 2015 al Youtube, amb les cançons Despega i Mas.

## Biografia
Anier va néixer al barri de la Vila Olímpica. Als 20 anys es va independitzar degut a la seva carrera musical.
Mai ha parlat sobre la seva família, però en la entrevista de La Resistencia, l'artista catalana menciona que té una germana.
Anier estava estudiant la carrera d'Humanitats, dintre del quadre d'Arts i Humanitats. La seva carrera musical va engegar als 20 anys i això va fer que deixes de banda els estudis. Anier assegura a l'entrevista de Vodafone, que no li ha agradat mai estudiar.
En el videoclip de Gitana, Anier expresa que és bisexual i surt al videoclip amb la seva ex-nòvia, la qual es diu Laia.
L'artista va revelar a la entrevista de ”La Resistencia” que porta més de 2 anys anant a un psicòleg, situat a Sarrià - Sant Gervasi, degut a problemes personals i la seva relació amb les drogues.

## Carrera musical
Tot i la seva edat, Anier ha aconseguit situar-se ràpidament a la indústria de la música i atreure l'atenció sobre ella com un dels principals talents femenins del rap espanyol.
El seu primer tema publicat sota el nom Anier apareix sobre finals de l'any 2015 en el seu canal de Youtube, el tema es titula Despega ja que l'artista volia engegar la seva carrera musical com bé diu la cançó. El seu productor/DJ; Duali, veia un gran potencial en ella. Al cap d'uns mesos de publicar la cançó, ja tenia més de 50.000 visitas a la plataforma Youtube.
A l'any 2016 la seva carrera musical comença a agafar força i temes com Entre rejas i 0 respuestas o especialment Latidos negros troben un bon acolliment entre la comunitat Hip-Hop/música rap. El seu productor va veure que tenia un gran potencial, per això van decidir treure la següent cançó en Anglès, titulada Where I'm From, que traduït al Català significa; d'on sóc. Aquest tema va ser una estratègia de màrqueting per atreure a fans internacionals, i així ho van aconseguir, fins al punt de voler més i més fans. Per això el següent tema va ser MAS, aquesta cançó va superar les 100.000 visites tot i que la cantant en aquell moment tan sols tenia 17 anys.
Al cap d'uns mesos van començar a escriure i preparar més cançons, ja que va incrementar un munt la quantitat de fans nacionals e internacionals, com Anier recalca a una entrevista feta per Vodafone; va engegar la seva carrera professional traient més temes com Normal, POR MI PRECIO” i “MALÍCIA”.
Continua avançant en la seva carrera i cap a finals de desembre de 2018 publica un nou tema : El silencio de un lobo, rebut amb un gran èxit.
En els anys 2017/2018, durant el període de tardor i hivern, Anier triomfa per complet amb temes com Where I’m From, Fuego a Tregua o Carnaza, batent records amb diverses milions d'escoltes.
Anier també atreu l'atenció del segell La Utopia del Norte que tracta d'impulsar encara més la seva carrera com ja va fer amb altres artistes com Hard GZ, Garolo, Lopes, entre d'altres.
Els videoclips publicats a 2018 com Escarlata, Siéntelo o Nana destaquen per l'habilitat de l'artista per realitzar rimes ràpides i entenedores.
Les cançons que més èxit han tingut han sigut Fuego a Treua i Carnaza. Avui en dia, amb 21 anys segueix la seva carrera professional amb èxit nacional i internacional.
El seu primer concert va ser a Madrid, assistint més de 1.000 persones. En veure que Anier va sobrepassar les seves expectatives va decidir fer un altre un segon concert a València i un més tard a Mallorca.
Al 2018 els temes més reclamats van ser Siéntelo, NANA i Caballos dopados. Un dels seus temes més importants el 2020 va ser Oasis.
El 22 d'Abril de 2022 va publicar el seu primer disc Alas De Metal, un disc molt esperat per als seus seguidors. El disc compta amb 5 colaboraciós, i 8 temes en solitari, com 'Espejismos, Vicio al tóxico o 777.
Després de dos anys sense publicar música, el 8 de Maig del 2025, data en la qual complia 10 anys compartint les seves lletres, Anier publica  el seu segon disc: Duskdown, en el qual exposa la seva relació amb la música. Així, Duskdown compta amb les 12 cançons següents: 
1. DD01. ANIER - QUIEBRA
2. DD02. ANIER - DESCOSÍO ROTO
3. DD03. ANIER - LEJOS
4. DD04. ANIER - LA RAZÓN
5. DD05. ANIER - VUELTAS
6. DD06. ANIER - NO LO SÉ
7. DD07. ANIER - NO HACE FALTA
8. DD08. ANIER - ATARDECER
9. DD09. ANIER - HONEY
10. DD10. ANIER - SHOCK CUERDO
11. DD11. ANIER - LA CULPA
12. DD12. ANIER - RUIDO

El 2023 ha tret temes amb molt èxit com Fuera de juego, Nanai o colaboraciós com Otro Plano amb Toni Anzis i Descargas amb K1za.

## Curiositats
El primer escenari on va pujar Anier va ser a Madrid als 19 anys i el tema que més li ha agradat fer és Naufragos, ja que és un tema molt especial per ella, perquè parla sobre la seva família.
Carnaza ja supera els 10 milions de visualitzacions a la plataforma de Youtube, és el tema que més visualitzacions té.
Anier va comentar a l'entrevista de La Resistencia que fa trencaclosques de 2.000 peces, ja que l'ajuden a relaxar-se i distreure's.